# Hans Melchior von Senitz-Rudelsdorff
Hans Melchior von Senitz-Rudelsdorff (geb. um 1696 in Schlesien; gest. um 1762) war ein preußischer Landrat.

## Leben
Hans Melchior von Senitz-Rudelsdorff war Angehöriger des schlesischen Adelsgeschlechts Senitz. Am 26. Mai 1717 immatrikulierte er sich an der Universität Halle für ein Studium der Rechte. 1741 wurde er als schlesischer Landesältester genannt. 1742 wurde er zum ersten Landrat des Kreises Nimptsch ernannt. Aus gesundheitlichen Gründen nahm er 1756 seinen Abschied, ihm folgte noch im gleichen Jahr Conrad Adam von Schickfuß und Neudorff.

## Persönliches
Hans Melchior von Senitz-Rudelsdorff saß auf Klein Jeseritz und Pudigau. Nach seinem Tod um das Jahr 1762 ging sein gesamter Besitz an dessen Witwe Rosina Elisabeth, geb. Hoffmann, über.